# Самофалов, Александр Егорович
Александр Егорович Самофалов (1926—1945) — старший матрос Военно-морского флота СССР, участник Великой Отечественной войны, Герой Советского Союза (1945).

## Биография
Александр Самофалов родился 10 декабря 1926 года в деревне Панкратовка (ныне — Измалковский район Липецкой области). Окончил пять классов школы. В 1943 году Самофалов был призван на службу в Военно-морской флот СССР. С октября 1944 года — на фронтах Великой Отечественной войны.
К апрелю 1945 года старший матрос Александр Самофалов был мотористом полуглиссера 1-го отдельного отряда полуглиссеров 1-й бригады речных кораблей Днепровской военной флотилии. Отличился во время Берлинской операции. В ночь с 23 на 24 апреля 1945 года под вражеским огнём Самофалов приступил к переправе передовых штурмовых отрядов через Одер, за четыре часа переправив в общей сложности порядка двух пехотных рот. Когда погиб командир полуглиссера, Самофалов заменил его собой и успешно руководил переправой. Во время очередного рейса он погиб. Похоронен в братской могиле в Костшине-над-Одрой.
Указом Президиума Верховного Совета СССР от 31 мая 1945 года за «образцовое выполнение боевых заданий командования на фронте борьбы с немецкими захватчиками и проявленные при этом отвагу и геройство» старший матрос Александр Самофалов посмертно был удостоен высокого звания Героя Советского Союза. Также был награждён орденом Ленина и медалью. Навечно зачислен в списки личного состава воинской части.

## Память
- Именем Героя назван буксир-толкач «Герой Александр Самофалов», тип – БТО, проект № 81200, Судовладелец – ООО «Судоходная Компания МОРВЕННА».